# Alexander Pschill
Alexander Pschill (ur. 13 czerwca 1970 w Wiedniu) – austriacki aktor teatralny, telewizyjny i filmowy.

## Życiorys
W latach 1989–1993 uczęszczał do Cornish College Arts Professional Acting Conservatory w Seattle, w stanie Waszyngton. Zadebiutował na scenie w 1993 w spektaklu Amazonka (Die Amazonen). Występował w teatrach wiedeńskich: Schauspielhaus (1994), Jugend (1994-97), Drachengasse (1995), Volkstheater (1996) oraz Schlossparktheater w Berlinie (1998-2000), Studiobühne w Villach (1998-2001), Renaissancetheater (2000), Theatersommer Haag (2005) i Josefstadt (2005-2006). Po raz pierwszy na dużym ekranie pojawił się w filmie Pokusa (Temptation, 1990). Światową popularność przyniosła mu rola policjanta Marca Hoffmanna w serialu RTL Komisarz Rex (Kommissar Rex, 1995-2004). W 2001 odebrał austriacką nagrodę Romy.

## Filmografia

### Filmy fabularne
- 1990: Temptation
- 1996: That's all Jonny
- 1998: Beastie Girl jako Dany

### Filmy TV
- 1994: 1945
- 1995: Rozkosz przez zaliczki (Glück auf Raten) jako Benjamin Glueck
- 1996: Der Sohn des Babymachers jako Paul
- 1999: Och, kochanie, kochanie (Zwei Frauen, ein Mann und ein Baby) jako Sascha
- 2004: Bestseller (Der Bestseller – Wiener Blut) jako Schulz
- 2005: Lucia jako Vincenzo

### Seriale TV
- 1995-2004: Komisarz Rex (Kommissar Rex) jako Marc Hoffmann
- 1998-1999: Aus heiterem Himmel jako Rufus Goldberg
- 1999: Julia – Eine ungewöhnliche Frau jako dr Anton Altmann

### Filmy krótkometrażowe
- 1998: Alles werden gut
- 2004: Schatten
- 2005: T-Bone jako Przyjaciel